# درغيران (سياهو)
درغیران (بالفارسية: درگیران) هي قرية تقع في إيران في قسم سياهو الريفي. يقدر عدد سكانها بـ 94 نسمة بحسب إحصاء 2016.